# Rey (apellido)
El apellido Rey es muy común en España, Francia meridional e Italia del norte, así como por gran parte de la América Hispana. Es uno de los 200 apellidos más frecuentes en España (proviene de Aragón) con 34.300 casos según datos de 2013. El mayor número de portadores de este apellido residen en las provincias de Pontevedra y La Coruña.
El origen del apellido tiene varios focos, siendo Galicia, Navarra y Cantabria los más destacados.
El caso gallego es el más defendido y cuyos registros datan más antiguos, aunque en muchos casos el apellido derivó al idioma gallego intercambiando la «y» griega por la «i» latina (Rei). En Galicia se dice que se concedía este apellido cuando se realizaba alguna hazaña en que intervenía más gente. Se otorgaba a los peregrinos que iban a Santiago de Compostela y seguían la tradición de organizar una carrera desde el Monte do Gozo hasta la plaza del Obradoiro. El primero en llegar obtenía el título y apellido de Rey.
Además de Galicia, también se habla de focos en Navarra y Cantabria; donde surge en muchos lugares españoles de sobrenombre «del Rey» o «de Rey» que abundan en España.

## Origen etimológico y Significado
Rey viene del latín REX que significa: regir, regidor, así como monarca o cabeza.

## Otras variantes y similitudes
- de Rey
- del Rey
- Del Rey
- Rege o Errege (Vasco)
- Rei (Galicia e Italia)
- Leroi o Roy (francés)
- King (inglés)
- König (alemán)

## Escudo
En campo de gulés con una banda de oro y en el centro del jefe una corona real del mismo metal. Sobre un laurel.